# Lloyd H. Wood
Lloyd H. Wood (* 25. Oktober 1896 in Grampian, Clearfield County, Pennsylvania; † 14. Februar 1964) war ein US-amerikanischer Politiker. Zwischen 1951 und 1955 war er Vizegouverneur des Bundesstaates Pennsylvania.

## Werdegang
Lloyd Wood diente während des Ersten Weltkrieges im Marine Corps. Nach einem Jurastudium und seiner Zulassung als Rechtsanwalt begann er in diesem Beruf zu arbeiten. Gleichzeitig schlug er als Mitglied der Republikanischen Partei eine politische Laufbahn ein. Zwischen 1940 und 1953 war er deren Bezirksvorsitzender im Montgomery County. Von 1947 bis 1950 gehörte er dem Senat von Pennsylvania an. Im Juli 1952 nahm er als Delegierter an der Republican National Convention in Chicago teil, auf der Dwight D. Eisenhower als Präsidentschaftskandidat nominiert wurde.
1950 wurde Wood an der Seite von John Sydney Fine zum Vizegouverneur von Pennsylvania gewählt. Dieses Amt bekleidete er zwischen 1951 und 1955. Dabei war er Stellvertreter des Gouverneurs und Vorsitzender des Staatssenats. Im Jahr 1954 bewarb er sich erfolglos um das Amt des Gouverneurs. Danach ist er politisch nicht mehr in Erscheinung getreten. Er war unter anderem Mitglied der Freimaurer sowie der American Legion und starb am 14. Februar 1964.